# Аннен, Ролан
Ролан Аннен (фр. Roland Annen; 22 сентября 1916 — 28 августа 2005, Лозанна) — швейцарский хоккеист на траве, нападающий. Участник летних Олимпийских игр 1936 года.

## Биография
Ролан Аннен родился 22 сентября 1916 года.
Играл в хоккей на траве за «Стад-Лозанн» из Лозанны.
В 1936 году вошёл в состав сборной Швейцарии по хоккею на траве на летних Олимпийских играх в Берлине, поделившей 7-9-е места. Играл на позиции нападающего, провёл 4 матча, забил 2 мяча (по одному в ворота сборных Нидерландов и Дании).
Умер 28 августа 2005 года в Лозанне.